# تيري ونايت
تيري ونايت (بالإنجليزية: Terry Knight)‏ هو كاتب أغاني ومنتج أسطوانات ودي جيه أمريكي، ولد في 9 أبريل 1943 في لابير في الولايات المتحدة، وتوفي في 1 نوفمبر 2004 في تمبل في الولايات المتحدة.

## وصلات خارجية
- تيري ونايت على موقع IMDb (الإنجليزية)
- تيري ونايت على موقع ميوزك برينز (الإنجليزية)
- تيري ونايت على موقع أول ميوزيك (الإنجليزية)
- تيري ونايت على موقع ديسكوغز (الإنجليزية)